# Äggröran 7
Äggröran 7 är den sjunde skivan i en serie av samlingsskivor med mestadels svenska punkband. Skivorna släpps av Ägg Tapes & Records.

## Låtlista
1. Svintask - Laholm tillhör mig
2. Minusnoll - Slutstation /Snutstation
3. P-Nissarna - Hårda män
4. Troublemakers Enkel Berlin
5. Arabens Anus - Hjältar Går Först
6. Total Egon - Iskall hjälte på stan
7. Perkele (Oi!band) - Sanningen
8. Von Bööm - Blundar
9. Pir 59 - Stiertpulla mig till fontänorgasm
10. Finska Rycket - 1.40
11. Varnagel - Drömyrket
12. Christoffer Stefanz - Du försvann som en vind
13. Geniale Griser - Fredag
14. Jan Altsjö - Skit i musiken
15. Punk & co - Ditt förtroende
16. Beinkjör - Rock for rus
17. Snutjävel - Vägra för helvete
18. Svea Hovrätt - Europatanken
19. Nödslakt - Systemet är fel
20. Säpo Kent - Stenar mot bly
21. Kongelige räver - Vild söndag
22. Malte X - Din pistol
23. Sista Skriket - Bli polis
24. Greta Kassler - Feta grodor
25. Snorting Maradonas - Kungliga Jiggen
26. Idiot - Grillfest